# Corbeau brun
Corvus ruficollis
Espèce
Statut de conservation UICN

 LC  : Préoccupation mineure
Répartition géographique

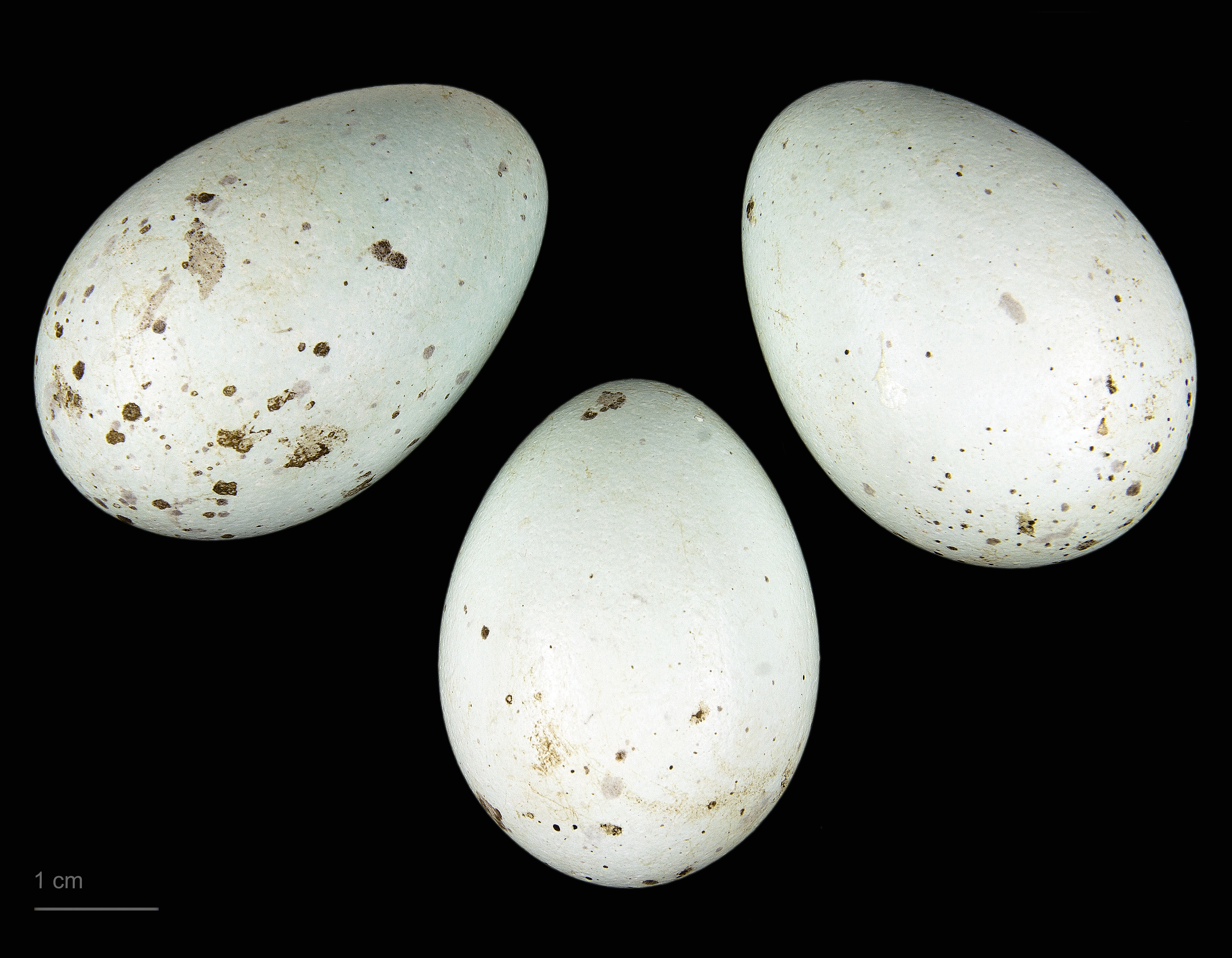
Œufs de Corvus ruficollis - Muséum de Toulouse.

Le Corbeau brun (Corvus ruficollis) est une espèce de passereaux de la famille des corvidés.